# Verovering van Menorca (1287)

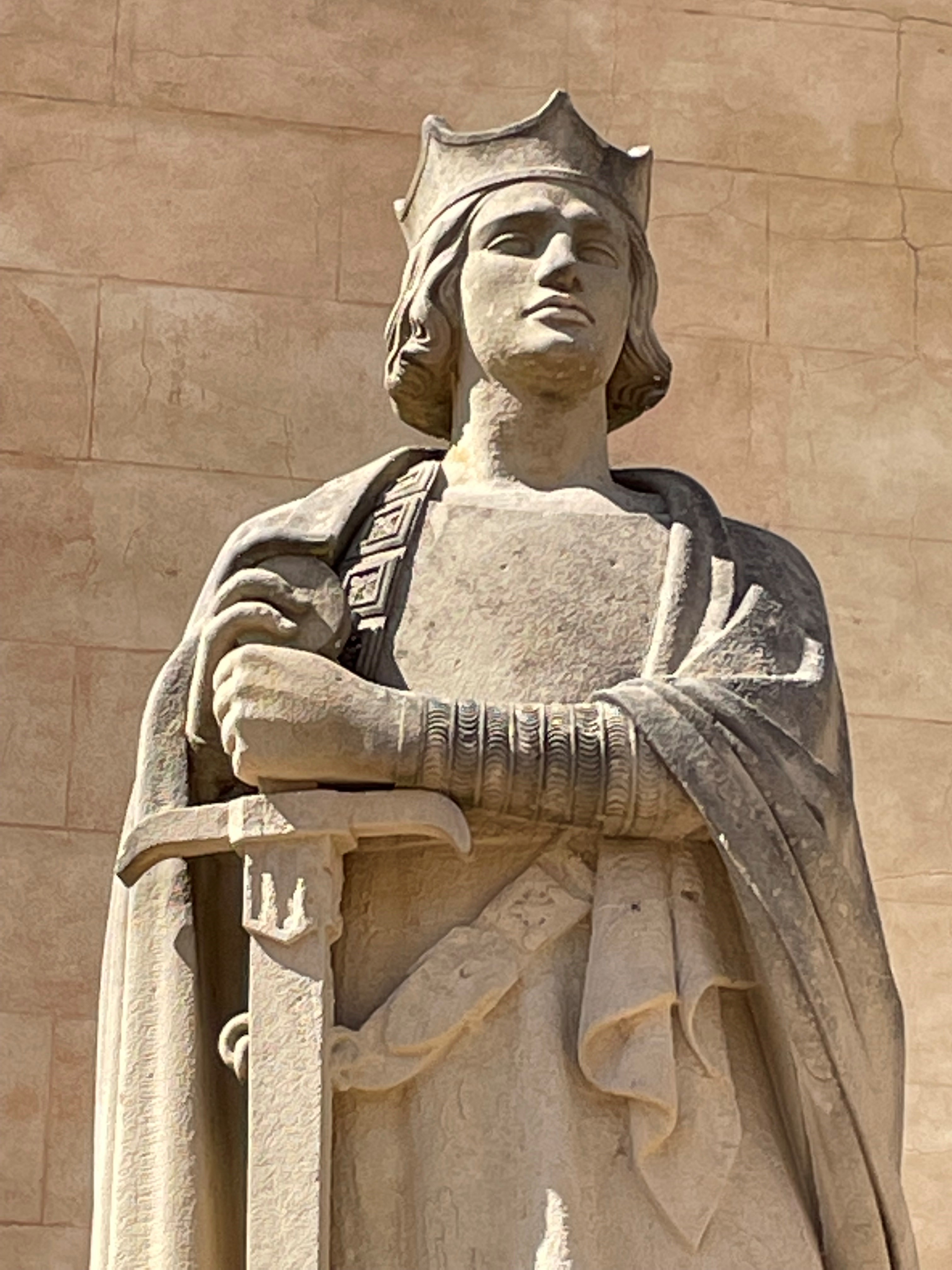
Alfons III van Aragon, standbeeld in Mahon, Menorca

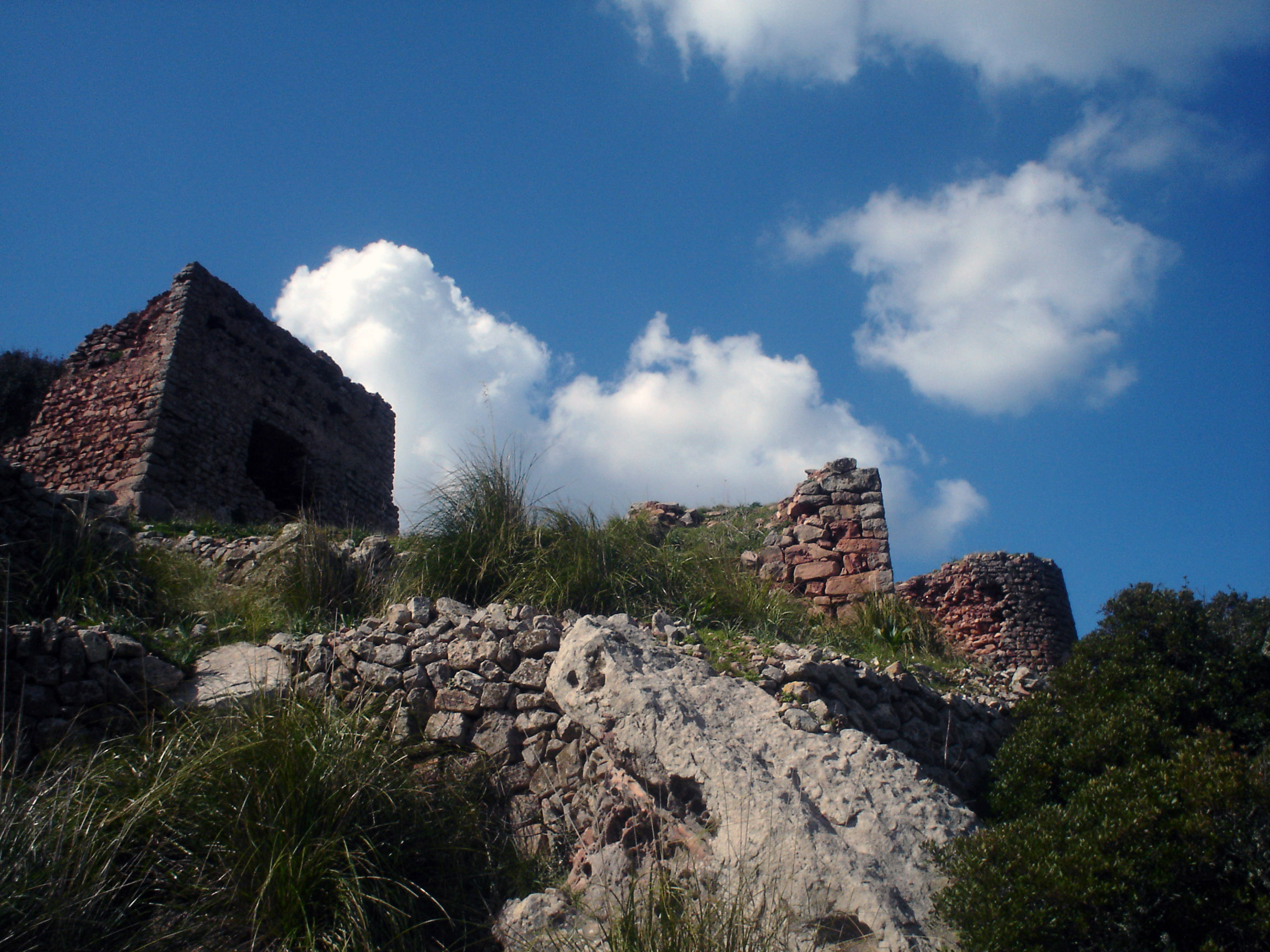
Fort Santa Àgueda, Menorca

De verovering van Menorca, of in het Arabisch Manūrqa, in het jaar 1287 was het werk van koning Alfons III van Aragon. Alfons III leidde er Aragonese en Castiliaanse troepen. Menorca was al eeuwen onder islamitisch bestuur en sinds 1231, met het Verdrag van Capdepera, was het een vazalstaat van de Kroon van Aragon. De verovering vond plaats van 5 januari 1287 tot 22 januari 1287.
Met de verovering van Menorca eindigde het Arabisch of Moors bestuur op de Balearen. Op het Spaanse vasteland bestond nog het Emiraat van Granada.

## Verdrag van Capdepera
Door het Verdrag van Capdepera erkende de emir van Menorca de koning van Aragon als zijn suzerein. Strikt genomen was hij vazal van de koning van Mallorca. Op moment van ondertekening van het verdrag en de jaren nadien was de vorst van het Aragonees moederland en de vorst van Mallorca dezelfde persoon. De emirs van Menorca leefden vreedzaam met de Aragonezen. Zij betaalden de taksen zoals het Verdrag van Capdepera hen oplegde.
De zaken compliceerden toen Jacobus II van Majorca, een aparte koning van Mallorca werd (1276), terwijl zijn oudere broer Peter III van Aragon, vorst over het moederland werd (1276). Beide broers werkten elkaar tegen. Na de dood van emir Abu Uthman Said ibn Hakam al-Qurashi (1282) die beide broers te vriend hield, koos opvolger Abu Umar ibn Said onmiddellijk partij voor Jacobus II van Mallorca. Zo voer Peter III van Aragon in de baai van Mahon met een vloot van 120 zeilschepen (1282). Peter III trok ten strijde tegen Noord-Afrikaanse steden zoals Alcoll, Bugia en Bona. Niettegenstaande de emir Peter III vriendelijk ontving en bezig hield met vermakelijkheden, liet de emir een boodschapper alarm slaan in Alcoll. De expeditie van Peter III in Noord-Afrika mislukte. Voor Peter III was het duidelijk dat Taifa Menorca verraad had gepleegd tegenover Aragon. Strikt gezien volgens het Verdrag van Capdepera had de emir zich loyaal opgesteld ten opzichte van zijn suzerein de koning van Mallorca, de vijand van Peter III. Peter III had het verder te druk met de Aragonese Kruistocht, een oorlog gericht tegen hem en die hij overigens won. Peter III stierf in 1285.

## Alfons III van Aragon, bijgenaamd de Vranke
Alfons III van Aragon de Vranke genoemd, zoon en opvolger van Peter III, besliste onmiddellijk om orde op zaken te stellen op de Balearen (1285). Hij verklaarde zijn oom Jacobus II van Mallorca de oorlog. In 1286 had hij voldoende geld voor de expeditie, zoals de Cortes hem had toegekend. In de jaren 1286-1287 veroverde Alfons III Mallorca en Ibiza. Volgens kroniekschrijvers was zijn vloot overdreven groot in vergelijking met het kleine aspect van de Balearen. Alfons III leidde een troepenmacht van meer dan twintigduizend soldaten waaronder vijfhonderd ridders. Dit maakte meer dan honderd schepen uit, van Catalaanse, Aragonese en Siciliaanse makelij. De soldaten waren Aragonezen en Castilianen, bijgestaan door een kleiner contingent uit Navarra en Sicilië. Na een stormweer op Mallorca hergroepeerde Alfons III zijn vloot en op 5 januari 1287 veroverde hij eerst Conills, een eilandje in de Baai van Mahon, later Illa del Rei of Koningseiland genoemd. Vervolgens ging hij aan land in de buurt van de haven van Mahon (17 januari 1287). Het kwam tot een slachtpartij van moslims die voor Alfons III de verraders van zijn vader waren. Hij veroverde Mahon en omgeving terwijl de Menorcaanse moslims zich landinwaarts hergroepeerden. Zij werden bijgestaan door huurlingen uit Noord-Afrika.
Alfons III rukte op door het eiland Menorca. De Arabieren verschansten zich in het fort Sent Agáyz, dat door de Spanjaarden Fort Santa Águeda genoemd werd. Alfons III voerde een inspectie uit van zijn expeditieleger, ondanks de regen en de drassige wegen in het Menorcaanse binnenland. Aangekomen aan de voet van de heuvel van Fort Santa Águeda trof hij vier Moorse onderhandelaars aan. Het ging om de islamitische heren van Binodofà, Binimodén, Binicodrell en Binimoama. Het was 21 januari 1287. Zij stelden dat de Aragonese overmacht te groot was en boden namens emir Abu Umar ibn Said de capitulatie aan. Deze vond officieel plaats op 22 januari 1287 in afwezigheid van Alfons III. Namens de Aragonese vorst ondertekende Blasco Ximenes d’Ayerbe. Abu Umar ibn Said ondertekende namens de Taifa Menorca de oorkonde met de overgave. Deze overeenkomst wordt het Verdrag van Santa Águeda genoemd. Hiermee had Alfons III alle Balearen onder direct gezag van de Kroon van Aragon gebracht.
De condities van capitulatie waren hard. Alle kastelen en steden van Menorca werden persoonlijke eigendom van de koning van Aragon. Alle moslims werden tot slaaf gemaakt, tenzij ze zich konden vrijkopen. Aragon confisqueerde alle juwelen, meubels, boerderijen en andere bezittingen van moslimvrouwen. De moslims mochten tweehonderd personen onder hen aanduiden die niet in slavernij gingen maar in ballingschap mochten gaan in Noord-Afrika. Het Fort Santa Águeda verwoestte hij niet.
Alfons III verbleef vijfenveertig dagen in de toenmalige hoofdstad van Menorca: de Arabieren noemden deze stad Medina-Minurka en de Spanjaarden voortaan Ciutadella de Menorca. Hij resideerde in het paleis van de emir, dat sindsdien Real Alcàzar heette. Daar ontving hij Spaanse militairen die zich hadden onderscheiden bij de verovering van Menorca. Hij deelde er percelen land uit. Alfons III de Vranke kreeg er een nieuwe bijnaam el Liberal of de Vrijgevige. De verklaring hiervan was dat eenieder die hem terreinen vroeg, die prompt kreeg. Alfons III weigerde niets aan wie hem een verzoek richtte.
Het schip met de Moorse ballingen verging zonder overlevenden. Dit verhaalde de Catalaanse historicus Ramon Muntaner in Crònica.

## Gevolg
Alle Balearen waren voortaan Aragonees bezit door deze Reconquista. Voor Menorca betekende dit dat migranten uit Oost-Catalonië toestroomden. Taalkundig is er verwantschap tussen het Catalaans aldaar gesproken en op Menorca.